# Bandeira do Michigan

Bandeira do Michigan

Bandeira do governador

A bandeira do Michigan representa o brasão de armas do estado em um fundo azul marinho, diante da lei do estado do Michigan. O brasão de armas do estado representa uma no escudo azul, e o sol nascente, um lago e uma península, e um homem com uma mão levantada e segurando uma longa arma representando a paz e a habilidade para defender seus direitos. O veado e o alce representam os grandes animais de Michigan, enquanto a águia-de-cabeça-branca representa os Estados Unidos.
O desenho destaca três lemas em latim. De cima para baixo são eles: 
1. Na faixa vermelha: E Pluribus Unum, "De muitos, um", um lema dos Estados Unidos
2. No escudo azul claro: Tuebor, "Defenderei"
3. Na faixa branca: Si Quaeris Peninsulam Amoenam Circumspice, "Se buscas uma agradável península, olhe para cima de você" (o lema oficial do estado)

A bandeira atual, adotada em 1911, foi a terceira bandeira o estado. A primeira destacava um retrato do primeiro governador de Michigan, Stevens T. Mason, de um lado, e o brasão de armas do estado, um soldado e uma senhora, do outro. A segunda bandeira, adotada em 1865, dispunha o brasão de armas do estado de um lado e o brasão de armas dos Estados Unidos do outro.
Pela lei do estado, o governador tem uma variante da bandeira que destaca um fundo branco ao invés do azul.